# Rémo Meyer
Rémo Meyer (født 12. november 1980 i Langenthal, Schweiz) er en schweizisk tidligere fodboldspiller (forsvarer). 
Meyer spillede fem kampe for det schweiziske landshold, som han debuterede for 21. august 2002 i en venskabskamp mod Østrig.
På klubplan spillede Meyer for henholdsvis FC Luzern og Lausanne Sport i hjemlandet, inden han i 2002 skiftede til tyske 1860 München. Her spillede han fire år, inden han sluttede sin karriere med tre år hos østrigske Red Bull Salzburg, som han vandt to mesterskaber med.

## Titler
Østrigsk mesterskab
- 2007 og 2009 med Red Bull Salzburg